# St.-Josefs-Krankenhaus Hilden
Das St.-Josefs-Krankenhaus Hilden ist ein Krankenhaus an der Walder Straße in Hilden und befindet sich in Trägerschaft der Gemeinnützigen Gesellschaft der Franziskanerinnen zu Olpe, auch als GFO-Gruppe bezeichnet. Das Krankenhaus hat mehr als 300 Mitarbeiter. Jährlich werden hier etwa 8.500 stationäre und 11.000 ambulante Patienten behandelt.

## Geschichte
Ihren Anfang nimmt die Geschichte des St.-Josefs-Krankenhauses 1888, als der Kirchenvorstand der Pfarrei St. Jakobus beschloss, die Hülsemannsche Brauerei an der Schützenstraße zu erwerben und in eine Klinik umzubauen. Zwei Jahre später nahmen dann die Schwestern des Ordens der Armen Dienstmägde Jesu Christi den Krankenhausbetrieb auf. Der Heilige Josef gibt dem Haus als Schutzpatron seinen Namen. Während des Ersten Weltkriegs wurde das Krankenhaus zwischenzeitlich zum Lazarett. Etwa 20 Jahre später genügte das Gebäude an der Schützenstraße den steigenden Ansprüchen nicht mehr. Um einen Neubau errichten zu können, wurde ein Grundstück an der Walder Straße erworben. Im Juni 1936 erfolgte der erste Spatenstich, 1938 die Eröffnung.
In den kommenden Jahrzehnten wuchs das Gebäude und wurde fortlaufend modernisiert, um aktuellen medizinischen und pflegerischen Standards entsprechen zu können. Neue OP-Räume, eine Zentrale Notaufnahme und zusätzliche Stationen sind nur einige von vielen Maßnahmen, die umgesetzt wurden.
In unmittelbarer Nachbarschaft befindet sich das Facharztzentrum Mediplus Hilden – ein Ärztehaus, das viele Spezialisten aus Medizin und Therapie vom Nierenspezialisten bis zum Nuklearmediziner beherbergt. So ist an der Walder Straße ein Kompetenznetzwerk für Gesundheit entstanden, dessen Stärke die enge Verzahnung von ambulanten und stationären Angeboten ist.
Die geplanten Arbeiten eines Anbaus sollen die Möglichkeit einer Vergrößerung des Krankenhauses dienen. In den Anbau sollten Fachbereiche der Solinger St.-Lukas-Klinik ziehen.

## Trägerschaftswechsel
Im Oktober 2023 wurde bekannt, dass das St.-Josefs-Krankenhaus Anfang 2024 geschlossen werden soll. Dagegen gingen bei einer Demonstration fast 10.000 Bürger auf die Straße. Eine Petition gegen die Schließung des Krankenhauses erreichte in zwei Wochen über 60.000 Unterschriften, die bei einer weiteren Demonstration vor dem Landtag in Düsseldorf von zwei Bürgern aus Hilden an den Gesundheitsminister von Nordrhein-Westfalen, Karl-Josef Laumann, überreicht wurden. Im November gab die Gemeinnützige Gesellschaft der Franziskanerinnen zu Olpe bekannt, das Krankenhaus übernehmen zu wollen.
Zum 1. Januar 2024 wurde das Krankenhaus Hilden mit dem St.-Martinus-Krankenhaus im benachbarten Langenfeld zusammengelegt und nun unter dem Namen „GFO Kliniken Mettmann-Süd“ als ein Krankenhaus an zwei Standorten geführt.

## Fachbereiche
Das Haus verfügt über sechs hauptamtliche Fachabteilungen und eine Belegabteilung:
- Innere Medizin
- Chirurgie
- Unfallchirurgie
- Gynäkologie und Geburtshilfe
- Senologie
- Anästhesie, Intensivmedizin und Schmerztherapie
- Hals-, Nasen-, Ohren-Heilkunde (Belegabteilung)

Darüber hinaus gibt es zertifizierte Zentren, deren Einzugsgebiet teils weit über das Stadtgebiet hinausreicht:
- EndoProthetikZentrum
- Brustzentrum
- Lokales Traumazentrum